# Reinsbüttel
Reinsbüttel ist eine Gemeinde im Kreis Dithmarschen in Schleswig-Holstein.

## Geografie und Verkehr
Der Ort liegt an der Eisenbahnstrecke Büsum–Heide (Holstein)–Neumünster.

### Geografische Lage
Reinsbüttel liegt zwischen Süderdeich und Oesterdeichstrich, früher führte der 1585 errichtete Wehrdamm über Reinsbüttel zur damaligen Insel Büsum. Der Ort liegt auf einer ursprünglich im 12. Jahrhundert errichteten Langwurt. Diese dienten im Gegensatz zu den Dorfwurten meist vor allem dem sächsischen Handel – in Reinsbüttel abgewickelt über einen kleinen Nordseehafen. Durch weitere Eindeichungen verlor Reinsbüttel 1609 den direkten Zugang zur Nordsee.

### Gemeindegliederung
Reinsbüttel, Reinsbüttlerweide, Wahrdamm und Weidehof

## Geschichte
Siedlungshistorisch gehört Reinsbüttel zu den Büttel-Ortschaften.
Reinsbüttel liegt auf einer Dorfwurt, was zeigt, dass es ursprünglich nahe am Meer lag und von Sturmfluten bedroht war. Erst mit der Eindeichung von Büsum 1585 verlor es den direkten Anschluss ans Meer. Das landwirtschaftlich geprägte Gebiet war Vorreiter der Kleinindustrialisierung in Dithmarschen. Kurz nachdem die Dithmarscher entdeckt hatten, wie profitabel der Kohlanbau in der Region war (siehe auch Dithmarscher Kohltage), entstand hier 1898 die erste Sauerkrautfabrik der Region.
Am 1. April 1934 wurde die Kirchspielslandgemeinde Wesselburen aufgelöst. Alle ihre Dorfschaften, Dorfgemeinden und Bauerschaften wurden zu selbständigen Gemeinden/Landgemeinden, so auch Reinsbüttel.

## Politik

### Gemeindevertretung
Bei der Kommunalwahl am 14. Mai 2023 wurden insgesamt neun Sitze vergeben. Diese fielen erneut alle an die Wählergemeinschaft Reinsbüttel. Die Wahlbeteiligung betrug 60,1 %.

### Wappen

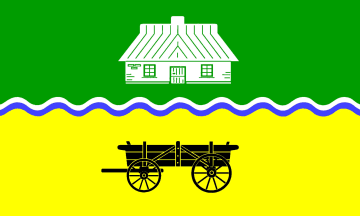
Flagge von Reinsbüttel

Blasonierung: „Durch einen geteilten, oben silbernen, unten blauen Wellenbalken von Grün und Gold geteilt. Oben eine silberne Reetdachkate in Traufensicht, unten ein schwarzer hölzerner Bauernwagen.“
Das Wappen von Reinsbüttel ist durch den symbolischen Wartstrom in zwei Hälften unterteilt. Die Reetdachkate erinnert an die Erstbesiedlung. Der grüne Hintergrund repräsentiert die Farben der Marschwiesen. Der Bauernwagen gibt Zeugnis von der schweren Landarbeit und dem heimischen Handwerk. Der goldene Untergrund symbolisiert reife Getreidefelder.

## Sport
Reinsbüttel ist eine der Hochburgen des Boßelns im Kreis Dithmarschen.

## Bilder

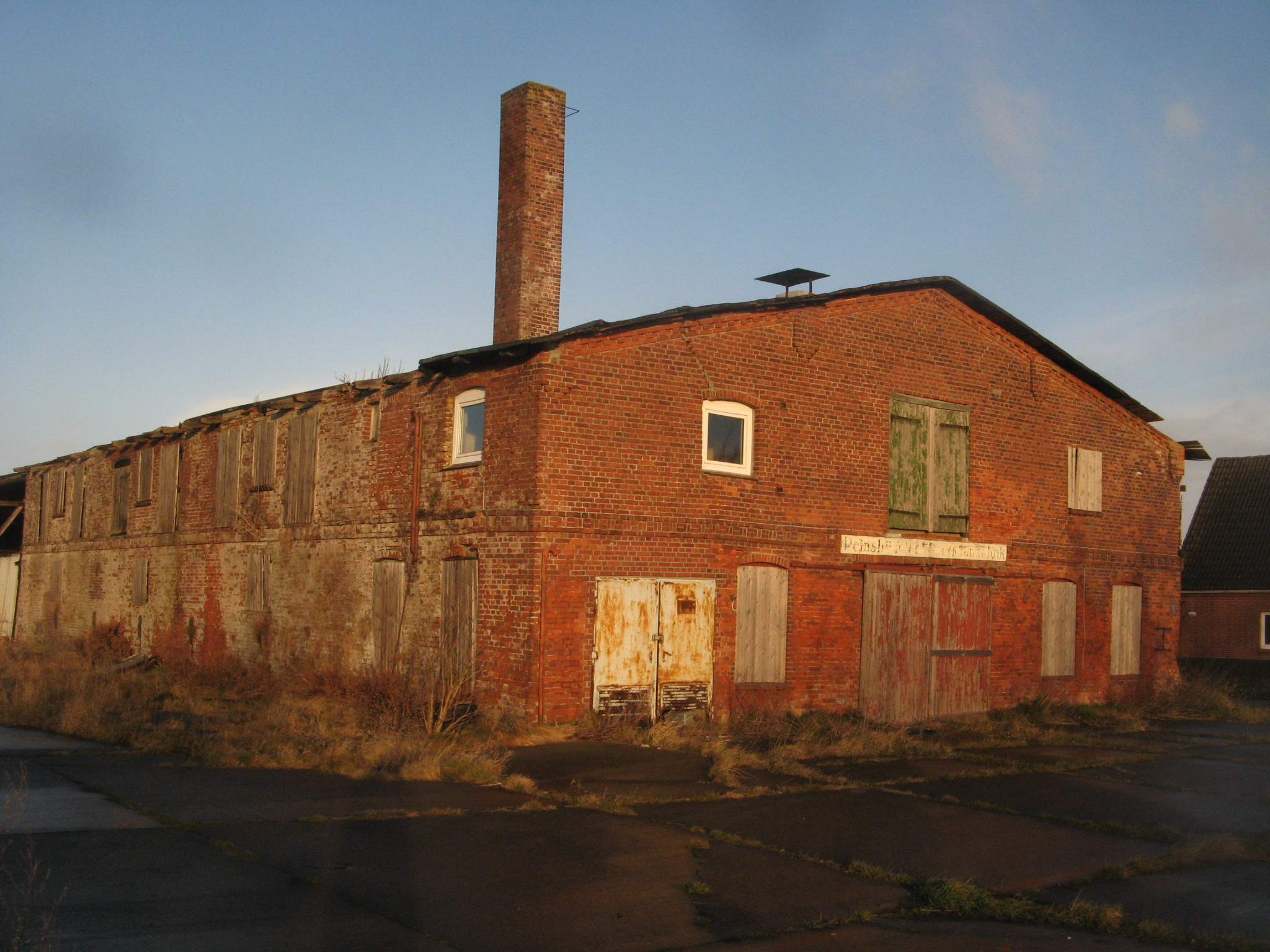
Ehemalige Sauerkrautfabrik
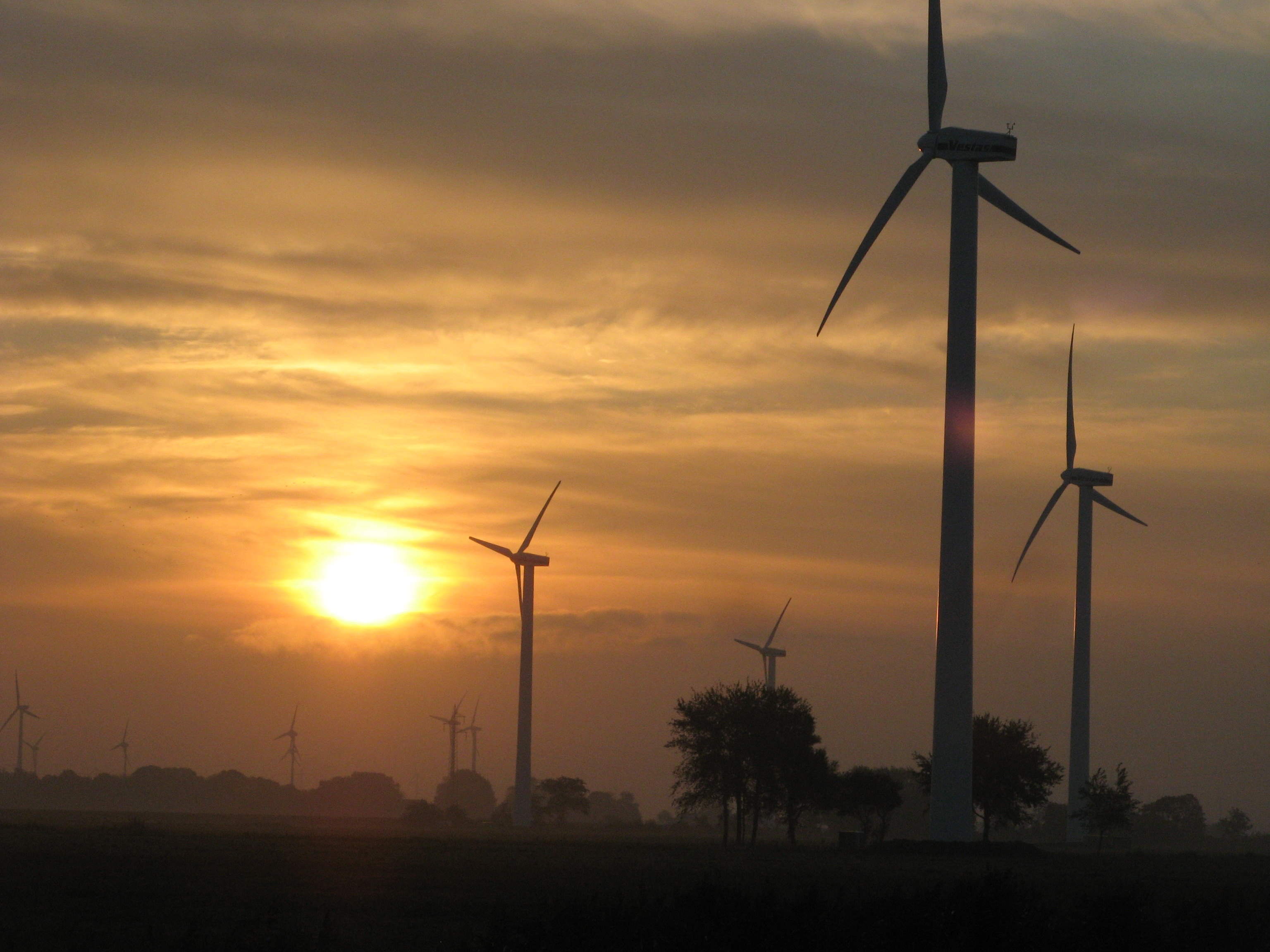
Windmühlen prägen die Landschaft
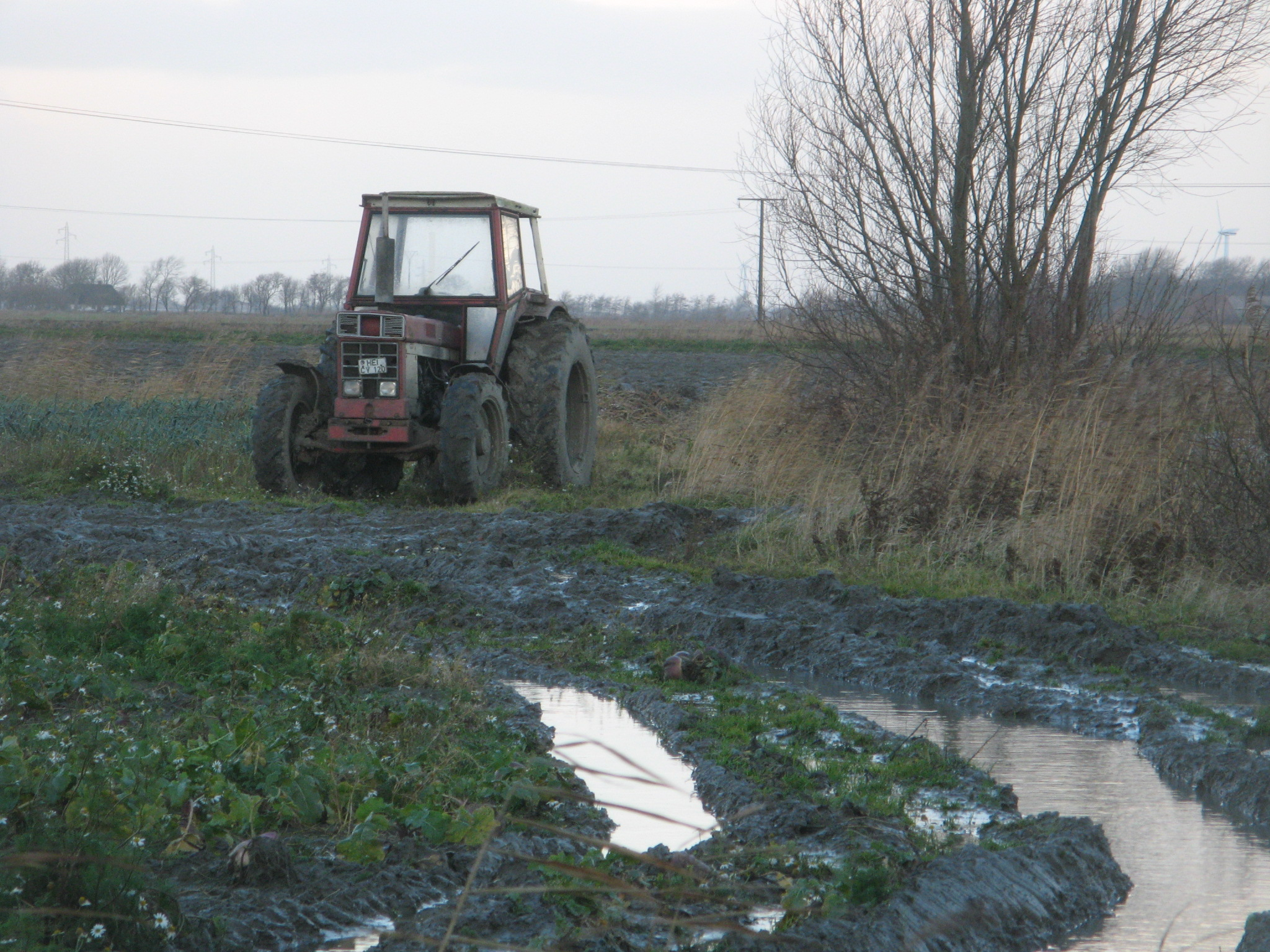
Sie liegt im ländlich geprägten Marschland
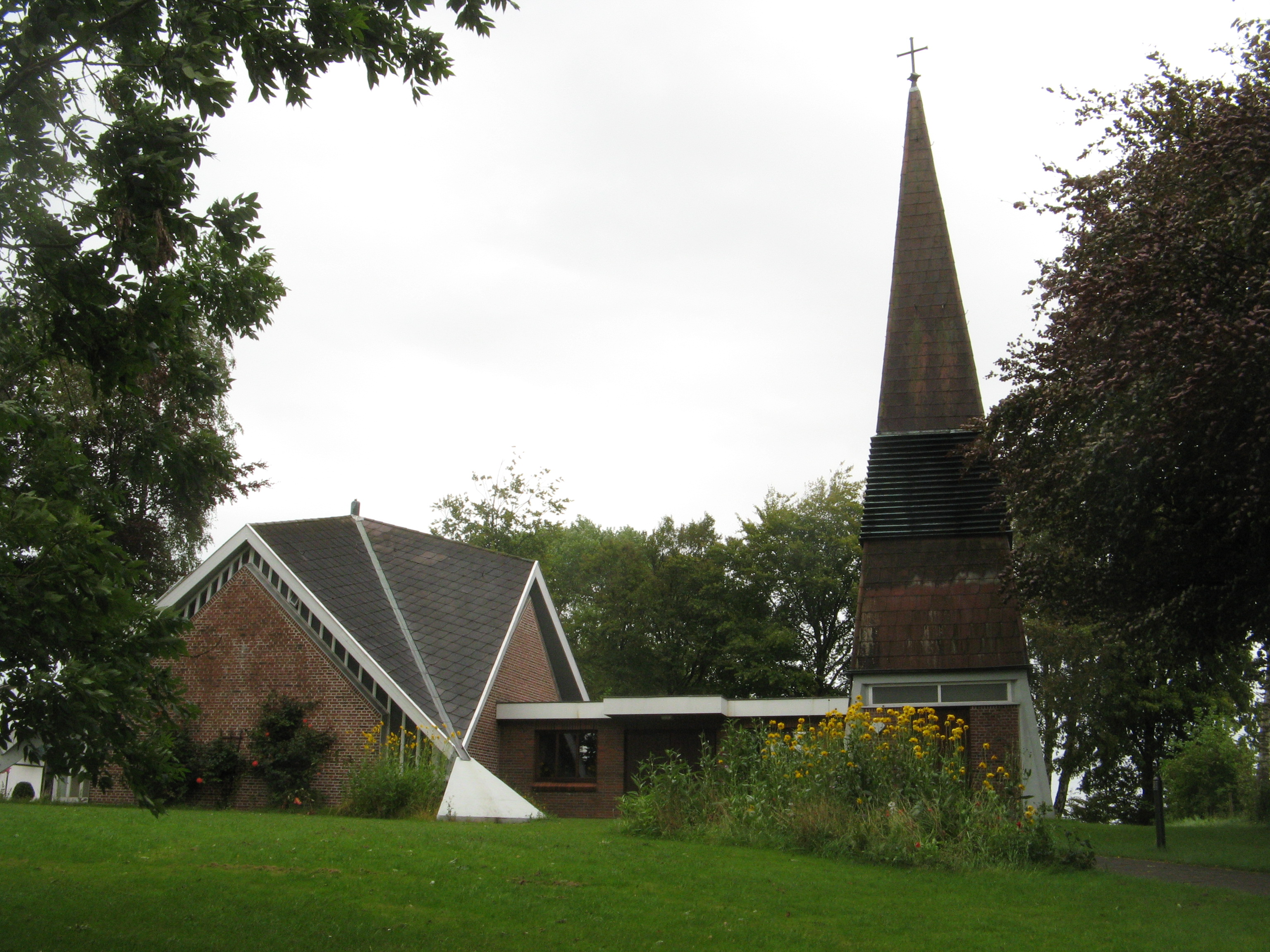
Kapelle Reinsbüttel